# Wanderkarte

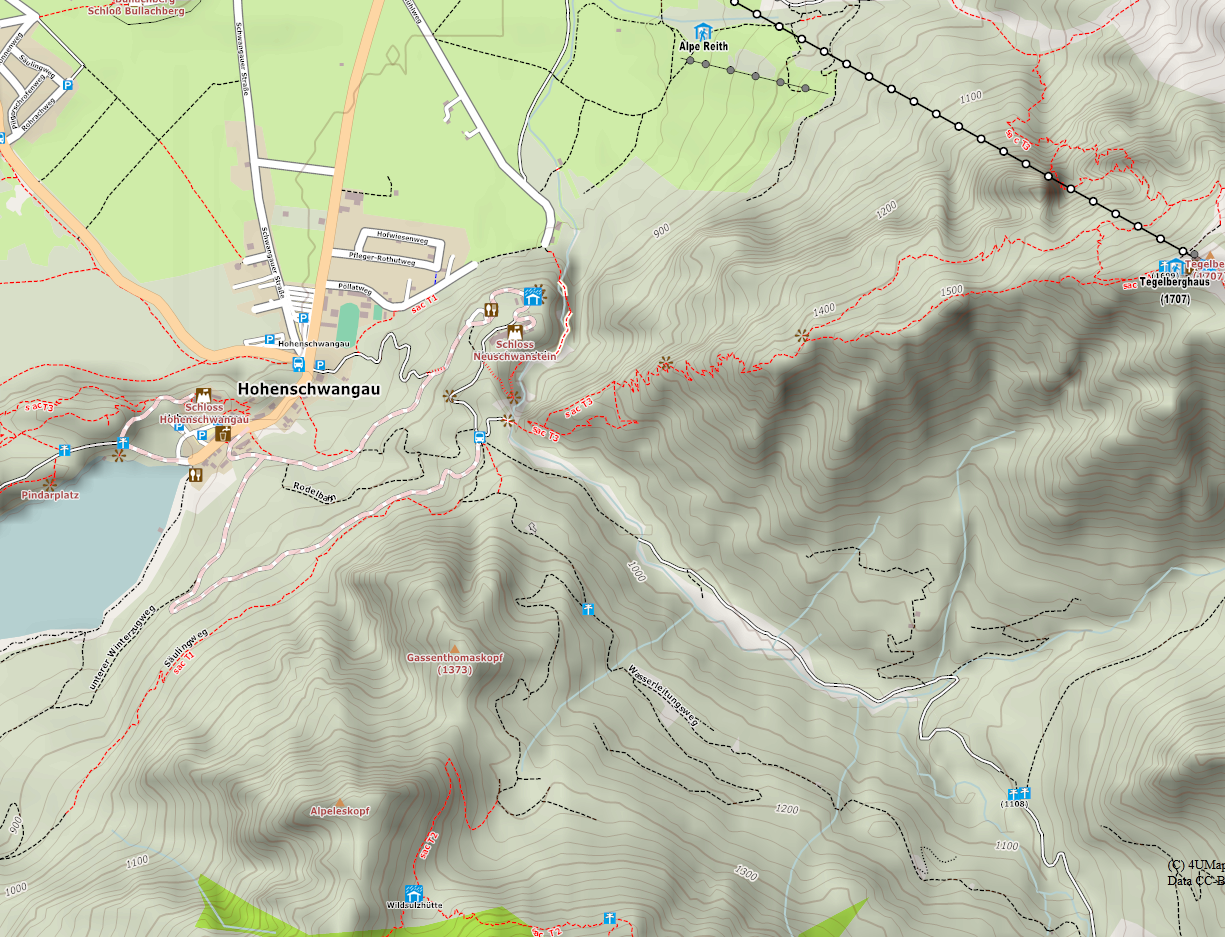
Beispiel einer Wanderkarte (mit Höhenlinien)

Wanderkarten sind Gebrauchskarten im großen Maßstabsbereich (1:25.000 – 1:100.000, bei besonderen Erfordernissen auch darüber oder darunter) zur unmittelbaren Orientierung im Gelände (Vergleich Karte-Wirklichkeit und umgekehrt).

## Geschichte
Wanderkarten im heutigen Sinne werden seit der zweiten Hälfte des 19. Jahrhunderts hergestellt und erreichten damals, wie heute, eine ungemein hohe Popularität und Verbreitung. In der DDR erfreute sich Die Gute Wanderkarte hoher Beliebtheit. In den letzten Jahren treten in zunehmendem Maße elektronische Medien (GPS, Karten im Internet, Karten auf CDs oder DVDs usw.) in Konkurrenz zu den gedruckten Karten, werden diese jedoch in absehbarer Zeit (nicht) vom Markt verdrängen.

## Karten und Verlage
Als einer der wesentlichsten Gebrauchskartentypen (Massenauflagen) im Bereich der Kartografie umfassen Wanderkarten sowohl Printmedien als auch elektronische Medien und werden von der amtlichen Kartografie (als Sonderausgaben der topografischen Normalausgaben oder eigene Produktschienen) und der Verlagskartografie (auf eigenes Risiko oder im Auftrag) hergestellt.
Eine Sonderstellung nehmen von Wander- und Bergsteigervereinen selbst hergestellte Karten ein (z. B. Alpenvereinskarten).
Da Wanderkarten Gebiete in hoher Auflösung zeigen, wurden diese insbesondere in den Staaten des einstigen Warschauer Paktes zensiert oder waren für manche Gebiete nicht erhältlich.

## Freie Wanderkarten
Auf der Basis von OpenStreetMap – der freien Weltkarte – werden frei zugängliche Wanderkarten erstellt:
- Wanderreitkarte.de
- Waymarkedtrails (hiking.waymarkedtrails.org)
- Marked Hiking Trails around the World

Gute Wanderkarten zeigen die Wanderwege mit ihren Markierungen und dem zu erwartenden Schwierigkeitsgrad auf einer topografischen Höhenkarte. Hilfreich sind auch zusätzliche Informationen wie z. B. Gaststätten, Unterkünfte, Schutzhütten und weitere für den Wanderer wichtige Informationen. Die Wege werden von hunderttausenden Freiwilligen mit dem GPS-Gerät selbst erfasst und genau beschrieben – jeder kann mitmachen – und erscheinen tagesaktuell in der Karte. Digitale Karten können auf Hand-GPS-Geräte oder Smartphones geladen werden und stehen so dem Wanderer in verschiedenen Zoomstufen („Maßstäben“) auch unterwegs zur Verfügung.  Die Karte steht unter freier Lizenz und ist kostenlos.